# Фије ало Шилијар
Фије ало Шилијар (итал. Fiè allo Sciliar) је насеље у Италији у округу Болцано, региону Трентино-Јужни Тирол.
Према процени из 2011. у насељу је живело 1316 становника. Насеље се налази на надморској висини од 873 м.

## Становништво
Према резултатима пописа становништва 2011. у општини је живело 3.451 становника.
| 1931. | 1936. | 1951. | 1961. | 1971. | 1981. | 1991. | 2001. | 2011. |
| ----- | ----- | ----- | ----- | ----- | ----- | ----- | ----- | ----- |
| 1.937 | 1.948 | 2.079 | 2.025 | 2.167 | 2.520 | 2.649 | 3.038 | 3.451 |

## Партнерски градови
- Фридберг